# Cypringlea evadens
Cypringlea evadens är en halvgräsart som först beskrevs av Charles Dennis Adams, och fick sitt nu gällande namn av Anton Albert Reznicek och Maria del Socorro González Elizondo. Cypringlea evadens ingår i släktet Cypringlea, och familjen halvgräs. Inga underarter finns listade i Catalogue of Life.